# Air America (Film)
Air America ist eine US-amerikanische Filmkomödie aus dem Jahr 1990 mit Mel Gibson und Robert Downey Jr.

## Handlung
Gene Ryack und Billy Covington arbeiten im Jahr 1969 während des Vietnamkriegs für die Air America als Piloten in Laos. Tatsächlich handelt es sich dabei um eine Tarnfirma der CIA. Billy arbeitete zuvor für einen Radiosender in Los Angeles, dieser kündigte ihm allerdings wegen seines Fehlverhaltens. Daraufhin wird er von Air America angeheuert.
Es stellt sich heraus, dass mit den Flugzeugen und der Unterstützung des laotischen Generals Lu Soong Drogen geschmuggelt werden, damit der General seine Soldaten finanzieren kann. Als der US-Senator Davenport zu Besuch kommt, bittet Lemond, der Leiter des Flugunternehmens, den General, die Drogengeschäfte für einige Tage einzustellen. Lu Soong lehnt dies ab. Davenport verlangt, dass Schuldige gefunden und bestraft werden.
Als Billy vermeintlich Lebensmittel, in Wahrheit Drogen, befördert, wird er beschossen und muss notlanden. General Lu Soong landet mit einem anderen Flugzeug, doch er will nicht Billy und seinen Helfer retten, sondern lässt lediglich die Pakete mit den Drogen in seine Maschine umladen und starten. Erst später erscheint Gene und rettet seine Kollegen, kurz bevor die feindlichen Truppen anrücken.
Der abgebrühte Gene ist über die Machenschaften der CIA informiert und ist selber in Waffenschiebereien verwickelt, um seine Zukunft abzusichern. Der junge Billy ist von diesen Geschäften schockiert und versucht das geheime Unternehmen der CIA und der laotischen Armee zu vereiteln. Er jagt mit ein paar Handgranaten das Labor von Lu Soong in die Luft. Gene sagt ihm am nächsten Tag, das werde den Betrieb des Labors gerade mal für einige Stunden aufhalten.
Als die CIA und die Laoten Billy schließlich loswerden wollen und ihm eine Falle stellen, erkennt Billy diese und entkommt durch eine forcierte Notlandung. Gene holt Billy und seinen Copiloten auf seinem letzten Flug ab, mit dem er seine Waffengeschäfte zum Abschluss bringen möchte.
Unterwegs erfahren sie, dass ein nahegelegenes Flüchtlingslager im Kreuzfeuer des Generals und feindlicher Truppen liegt. Gene muss sich nun entscheiden, seine wertvolle Ladung mitzunehmen oder die Flüchtlinge zu evakuieren. Durch den Einfluss des idealistischen Billy entschließt Gene sich, den Menschen in ihrer Notlage zu helfen.
Vor Ort entlädt er das Flugzeug und verzichtet so auf seine angesammelten, zum Verkauf bestimmten Waffen. Im Flugzeug beschließt er daraufhin, zusammen mit Billy das von der Air America geliehene Flugzeug zu verkaufen und mit dem so erwirtschafteten Gewinn seinen Verlust zu kompensieren.

## Kritik
„Aufwendig gestalteter Abenteuerfilm, der einen chaotischen Mikrokosmos entwirft, in dem Werte auf den Kopf gestellt sind und durch eine korrupte Politik ad absurdum geführt werden. Der Stoff verliert an Brisanz, weil sich der Film zu oft als deftiges Männerabenteuer gefällt.“

## Hintergrund und Produktion
Der Film basiert auf dem Buch Air America von Christopher Robbins und damit lose auf den realen Aktivitäten der Air America in Laos während des Vietnamkriegs, die dort u. a. heimlich Waffen schmuggelte. Die Rolle des General Lu Soong ist an den realen General Vang Pao angelehnt. Der Film enthält insgesamt kritische politische Botschaften zu den US-Aktivitäten in Südostasien und dem dortigen Drogenhandel.
Die Produktion fand zu großen Teilen in der damals noch weitgehend unberührten bergigen Urwaldlandschaft der Gegend von Mae Hong Son, im thailändisch-burmesischen Grenzgebiet statt. Neben den großen Fairchild C-123 kamen auf den kurzen Pisten Schweizer Flugzeuge des Typs Pilatus PC-6 zum Einsatz.

## Auszeichnungen
Der Film wurde 1991 für den Political Film Society Award nominiert.